# 20th Century Studios
20th Century Studios (tidigare 20th Century Fox) är ett amerikanskt filmbolag, egentligen 20:th Century-Studios Film Corporation. Bolaget har sitt huvudkontor i Century City området i Los Angeles, Kalifornien, väster om Beverly Hills.

## Historik
Företaget Studios grundades 1935 genom en fusion mellan Fox Film Corporation och Twentieth Century Pictures. Produktionschef fram till 1956 var Darryl F. Zanuck. Bolaget blev ett av de ledande bolagen i Hollywood och hade kontrakt med regissörer som Ernst Lubitsch, Otto Preminger, Henry Hathaway och Elia Kazan.
Man knöt till sig kvinnliga stjärnor som Shirley Temple, Sonja Henie, Betty Grable och Marilyn Monroe samt manliga som Henry Fonda, Gregory Peck, Tyrone Power och Richard Widmark. På 1950-talet tog man upp konkurrensen med TV genom att introducera bredfilmsformatet Cinemascope. Genom en rad misslyckade satsningar som Cleopatra (1963) som kulmen råkade bolaget i ekonomisk kris, som hävdes genom Zanucks återkomst och genom världssuccén Sound of Music (1965) med Robert Wise som regissör och producent. Zanuck drog sig tillbaka 1971. Under 1970- och 80-talen följde kolossalframgången med Stjärnornas krig-serien. Filmbolaget såldes 1981 till oljemiljardären Marvin Davis, som i sin tur sålde bolaget till Rupert Murdoch. Murdoch kom att inkorporera filmbolaget som ett dotterbolag till det australiska mediekonglomeratet News Corporation.

### Disneys förvärv
Den 14 december 2017 meddelade Walt Disney Company sin avsikt att köpa 20th Century Fox samt 21st Century Fox andra underhållningstillgångar för 52,4 miljarder amerikanska dollar. Den 27 juli 2018 godkändes köpet av båda företagens ägare. I januari 2020 ändrades namnet till 20th Century Studios.

## Filmkatalog (urval)
- 1939 – Folkets hjälte
- 1939 – Lilla prinsessan
- 1940 – Vredens druvor
- 1940 – Zorros märke
- 1941 – Jag minns min gröna dal
- 1943 – Himlen kan vänta
- 1943 – Möte vid Ox-oket
- 1943 – Stormy Weather
- 1943 – Sången om Bernadette
- 1943 – Tutti Frutti
- 1944 – Wilson
- 1945 – Det växte ett träd i Brooklyn
- 1945 – Min är hämnden
- 1947 – Det hände i New York
- 1947 – Tyst överenskommelse
- 1948 – Ormgropen
- 1949 – Min man – eller din?
- 1949 – Luftens örnar
- 1950 – Allt om Eva
- 1951 – Mannen från Mars
- 1951 – Montezuma
- 1953 – Ficktjuven
- 1953 – Herrar föredrar blondiner
- 1954 – Sex i elden
- 1955 – Oklahoma!
- 1955 – Skimrande dagar
- 1956 – Anastasia
- 1956 – Kungen och jag
- 1957 – Fienden i djupet
- 1957 – Lek i mörker
- 1959 – Anne Franks dagbok
- 1960 – Vredens flod
- 1961 – Fifflaren
- 1962 – Den längsta dagen
- 1963 – Cleopatra
- 1964 – Zorba
- 1965 – Dessa fantastiska män i sina flygande maskiner
- 1965 – Sound of Music
- 1966 – Bibeln... i begynnelsen
- 1966 – Den fantastiska resan
- 1966 – Kanonbåten San Pablo
- 1967 – Doktor Dolittle
- 1968 – Apornas planet
- 1968 – Bandolero!
- 1969 – Butch Cassidy och Sundance Kid
- 1969 – Hello Dolly
- 1969 – Miss Brodies bästa år
- 1970 – M*A*S*H
- 1970 – Patton – Pansargeneralen
- 1970 – Tora! Tora! Tora!
- 1971 – French Connection – Lagens våldsamma män
- 1972 – SOS Poseidon
- 1973 – Den skrattande polisen
- 1974 – Det våras för Frankenstein
- 1974 – Skyskrapan brinner![7]
- 1975 – French Connection II
- 1976 – Det våras för stumfilmen
- 1976 – Omen
- 1977 – Julia
- 1977 – Stjärnornas krig
- 1979 – Alien
- 1979 – The Rose
- 1980 – 9 till 5
- 1981 – Flygande bekymmer
- 1981 – Porky's
- 1981 – Triumfens ögonblick[8]
- 1982 – Domslutet
- 1983 – Att vara eller inte vara eller Det våras för Hamlet
- 1984 – Den vilda jakten på stenen
- 1985 – Cocoon – djupets hemlighet
- 1985 – Commando
- 1986 – Jumpin' Jack Flash
- 1987 – Broadcast News – nyhetsfeber
- 1987 – Rovdjuret
- 1987 – Wall Street
- 1988 – Big
- 1988 – Die Hard
- 1988 – Working Girl
- 1989 – Den vilda jakten på lyckan
- 1990 – Dödsmärkt
- 1990 – Edward Scissorhands
- 1990 – Ensam hemma
- 1991 – Hot Shots! Höjdarna!
- 1991 – Sova med fienden
- 1992 – Buffy vampyrdödaren
- 1992 – Min kusin Vinny
- 1993 – Blodröd sol
- 1993 – Välkommen Mrs. Doubtfire
- 1994 – Baby på vift
- 1994 – Miraklet i New York
- 1994 – Speed
- 1995 – French Kiss
- 1995 – Mighty Morphin Power Rangers: Filmen
- 1996 – I sanningens namn
- 1996 – Independence Day
- 1996 – Klappjakten
- 1996 – Romeo & Julia
- 1997 – Drömbilden
- 1997 – Volcano
- 1998 – Arkiv X: Fight the Future
- 1998 – Den där Mary
- 1998 – Den tunna röda linjen
- 1998 – Dr. Dolittle
- 1999 – Entrapment
- 1999 – Fight Club
- 1999 – Never Been Kissed
- 2000 – Djävulen och jag
- 2000 – Men of Honor
- 2000 – X-Men
- 2001 – Behind Enemy Lines
- 2001 – Min stora kärlek
- 2001 – Moulin Rouge!
- 2002 – Ice Age
- 2002 – Life or Something Like It
- 2002 – Solaris
- 2003 – Master and Commander – Bortom världens ände
- 2003 – Phone Booth
- 2003 – The League
- 2004 – AVP: Alien vs. Predator
- 2004 – Gustaf
- 2004 – I, Robot
- 2004 – The Day After Tomorrow
- 2005 – Elektra
- 2005 – Kingdom of Heaven
- 2005 – Mr. & Mrs. Smith
- 2006 – Borat
- 2006 – Eragon
- 2006 – Natt på museet
- 2007 – The Simpsons: Filmen
- 2008 – Arkiv X: I Want to Believe
- 2008 – Australia
- 2008 – The Day the Earth Stood Still
- 2009 – Avatar
- 2009 – Natt på museet 2
- 2010 – Knight and Day
- 2010 – Percy Jackson och kampen om åskviggen
- 2010 – The A-Team
- 2010 – Wall Street: Money Never Sleeps
- 2011 – Poppers pingviner
- 2012 – Berättelsen om Pi
- 2012 – Prometheus
- 2013 – The Counselor
- 2013 – The Secret Life of Walter Mitty
- 2014 – Exodus: Gods and Kings
- 2014 – Gone Girl
- 2014 – Kingsman: The Secret Service
- 2014 – Natt på museet: Gravkammarens hemlighet
- 2015 – Spy
- 2015 – The Martian
- 2016 – Deadpool
- 2016 – Independence Day: Återkomsten
- 2016 – Miss Peregrines hem för besynnerliga barn
- 2017 – Kingsman: The Golden Circle
- 2017 – Mordet på Orientexpressen
- 2017 – The Greatest Showman
- 2018 – Bohemian Rhapsody
- 2018 – Deadpool 2
- 2019 – Ad Astra
- 2019 – Le Mans '66
- 2020 – Underwater
- 2020 – The Call of the Wild – Skriet från vildmarken
- 2021 – Free Guy
- 2021 – Home Sweet Home Alone
- 2021 – The King's Man
- 2022 – Ice Age: Buck Wilds äventyr
- 2022 – Avatar: The Way of Water
- 2023 – Boston Strangler
- 2023 – White Men Can't Jump
- 2024 – The First Omen
- 2024 – Kingdom of the Planet of the Apes
- 2024 – Alien: Romulus
- 2025 – Predator: Killer of Killers
- 2025 – Avatar: Fire and Ash
- 2026 – Ice Age 6